# Rimbach-près-Masevaux
Rimbach-près-Masevaux é uma comuna francesa na região administrativa de Grande Leste, no departamento Alto Reno. Estende-se por uma área de 16,89 km². Em 2010 a comuna tinha 466 habitantes (densidade: 27,6 hab./km²).